# Institut bouddhiste de Nalanda
 (février 2024).
Si vous disposez d'ouvrages ou d'articles de référence ou si vous connaissez des sites web de qualité traitant du thème abordé ici, merci de compléter l'article en donnant les références utiles à sa vérifiabilité et en les liant à la section « Notes et références ».
Institut Bouddhiste de Nalanda (NBI), également connue localement sous le nom de Daley Goenpa ou Dalida, est une école monastique bouddhiste (shedra (en)) dans la partie ouest du district de Punakha (Dzongkhag) au Bhoutan. Elle se trouve au-dessous du Monastère de Talo et au-dessus de Walakha, à environ vingt-cinq minutes en voiture de la route principale de Punakha. Le nom Nalanda signifie « don insatiable ».

## Fondation du monastère de Nalanda
En 1757, le 9e Je Khenpo, Gyalwang Shakya Rinchen Rinpoché, considéré comme une réincarnation de Rechung Dorje Drakpa, fonde le monastère de Nalanda à Punakha. Shakya Rinchen est de Sha Rueb Samchokha dans le district de Wangdue Phodrang. Rechunga est l'un des deux disciples extraordinaires de Milarépa dans la lignée Kagyu bouddhiste. Il était connu comme le « disciple de la lune » de Milarepa et a voyagé en Inde pour ramener des enseignements au Tibet. Ces enseignements importants ont été présentés à Milarépa qui les a absorbés dans la lignée Kagyu.

## Alcôve
L'accès est limité à l'alcôve où réside la statue principale, Dorji Yudenma / Shengchong Wangmo. Il existe un certain nombre d'autres petites statues. L'entrée de l'alcôve est flanquée de statues d'argile et de bois de Yarsapa sur la gauche, la divinité protectrice de la vallée; et sa sœur Pelzom Gyalmo, à droite.

## Peintures murales spéciales (dans le sens des aiguilles d'une montre à partir de l'autel principal)
- Gyalwang Shakya Rinchen Rinpoché dans une vie antérieure, comme Tsang Khenchen Pelden Jamtsho, peint par Gyalwang Shakya Rinchen Rinpoché sur toile.
- Gyalwang Shakya Rinchen Rinpoché peint par lui-même sur toile et déplacé vers le lhakang supérieur à partir du lhakang inférieur d'origine.

## Bibliothèque
Une bibliothèque et une salle de classe ont été construites en 2010 pour abriter des textes de référence en dzongkha, sanskrit et en anglais. Il s'agit notamment de livres sur la philosophie bouddhiste ainsi que sur la langue anglaise, l'histoire, les études civiques, la géographie et les mathématiques. Les étudiants moines peuvent emprunter ces livres de référence pour soutenir le programme monastique ou pour leur intérêt personnel et leur apprentissage.

## Programme Shedra

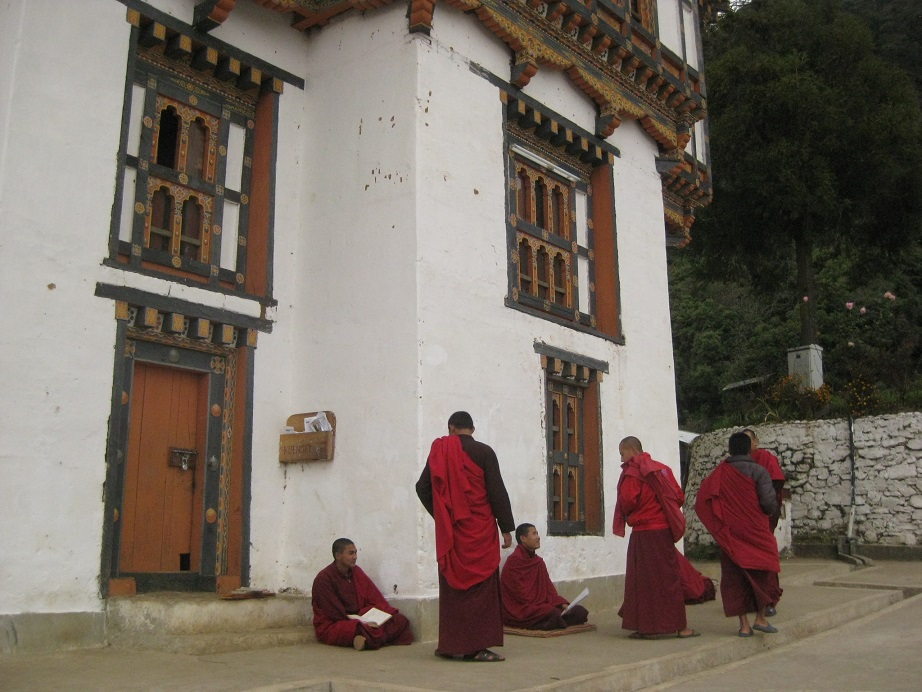
Des étudiants seniors débattent quotidiennement de la pratique de la philosophie bouddhiste.

Un shedra (en) est un institut bouddhiste qui comprend l'enseignement de la philosophie bouddhiste, l'apprentissage et le jeu d'instruments rituels, la fabrication de gâteaux rituels appelés tormas (Skt: balingta), la récitation des Écritures, la conduite de cérémonies d'offrandes (puja) pour les deux jours de célébration spéciale et au nom des membres de la communauté laïque. La technique du débat est utilisée dans le shedra comme moyen de vérifier la logique bouddhiste et d'assurer une solide compréhension de la philosophie bouddhiste.
La pratique du débat nécessite au moins un moine qui répond avec au moins un autre moine qui pose la question. Le répondant doit donner une réponse compétente à la question ou faire face à d'autres questions. Le débat de la logique bouddhiste se poursuit entre celui qui interroge et celui qui répond. La technique du débat dans le shedra aide à dissiper la confusion et l'illusion sur les enseignements philosophiques bouddhistes. Il aide l'esprit à développer une plus grande clarté sur la nature de la réalité qui inclut l'idée d'un soi et l'expérience des phénomènes

## Cours d'anglais
Les moines rejoignent NBI avec un large éventail de formations traditionnelles précédentes. Certains peuvent ne pas du tout fréquenter l'école tandis que d'autres peuvent avoir terminé la classe X ou même XII. Reconnaissant l'importance de l'anglais au Bhoutan moderne, l'ex-principal Khenpo Tshewang a introduit des cours d'anglais en 2006 en faisant appel à des étudiants qui avaient terminé leurs études supérieures ou à des bénévoles locaux, ainsi la capacité et la disponibilité des enseignants ont varié au fil du temps.
Le Nalanda Buddhist Institute divise les étudiants en quatre groupes en fonction de leur maîtrise de l'anglais. Les moines apprennent les compétences orales et conversationnelles, le vocabulaire, la lecture et l'écriture. En plus de la grammaire de base, les moines apprennent certaines matières en anglais telles que le bouddhisme, la santé et la maladie et les sciences fondamentales. Les examens d'anglais ne font pas partie de l'enseignement monastique standard, mais NBI les conduira à partir de 2014.
Les cours d'anglais ont lieu six jours par semaine entre 19 h et 20 h. Le monastère accueille joyeusement les visiteurs pour visiter le monastère et parler anglais avec les moines. Les moines apprécient l'opportunité de pratiquer leur anglais et aiment découvrir d'autres personnes, leurs pays et leurs cultures.

## Classe de traduction inaugurale

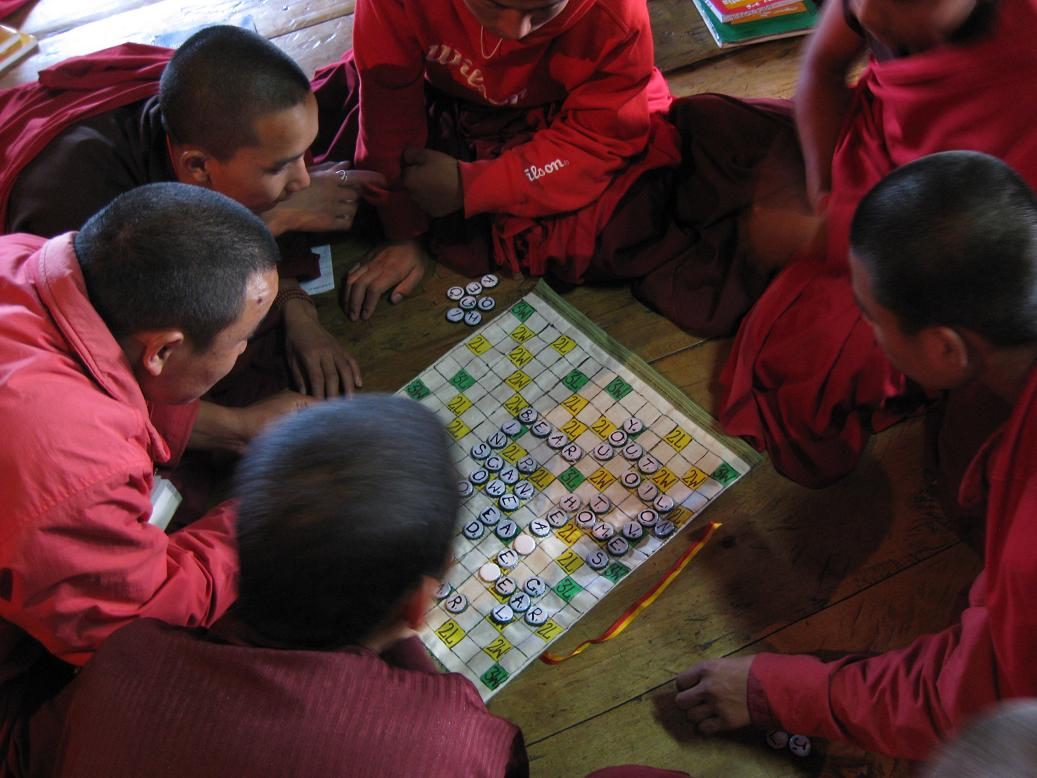
Moines bouddhistes jouant au scrabble, à l'Institut bouddhiste de Nâlandâ, district de Punakha, Bhoutan.

Sous la direction et les conseils de Khenpo Sonam Tshewang, le premier cours de traduction dédié a commencé à l'Institut bouddhiste Nalanda en 2013. Le cours de traduction est un cours de trois ans où les étudiants se concentrent sur l'apprentissage et l'amélioration de l'anglais, du vocabulaire, de la lecture et de l'écriture. compétences. L'objectif est que les moines traduisent des documents et interprètent pour des lopens (enseignants) parlant en Dzongkha ou Chokey à un public anglophone.
L'anglais est utilisé en tandem avec Dzongkha (la langue officielle du Bhoutan) et Chokey (Tibétain classique); le langage spirituel utilisé dans de nombreux textes bouddhistes; pendant la traduction. Les élèves apprennent à traduire entre les trois langues. Le cours se concentre sur l'apprentissage de textes bouddhistes en anglais pour permettre la traduction en Dzongkha ou Chokey, se familiarisant avec le vocabulaire anglais couramment utilisé pour les concepts bouddhistes.
Afin d'assurer une compréhension complète et une traduction précise aux étudiants, d'autres matières non religieuses sont enseignées, telles que la science planétaire et la vision profane de l'origine de l'univers, l'anatomie et la physiologie de base, les autres religions et les traditions du bouddhisme.

## Laboratoire informatique
Le monastère a obtenu ses premiers ordinateurs en 2007 et un petit laboratoire a été établi où les moines pouvaient pratiquer la saisie et l'utilisation de logiciels de base.
Le monastère modernise son laboratoire informatique. Avec le soutien d'une entreprise locale de Thimphu et une aide gouvernementale, le monastère est en train d'acquérir dix nouveaux ordinateurs et meubles. L'objectif est que le laboratoire informatique soit étendu à trente ordinateurs au fur et à mesure que l'occasion se présente. Les moines commenceront des leçons qui se concentreront sur: l'apprentissage de la dactylographie en anglais et en dzongkha, en utilisant des logiciels de base et d'autres compétences informatiques bien qu'il n'y ait pas de connexion Internet.
Les plans futurs incluent la création de textes bouddhistes appelés pecha et la préservation des textes bouddhistes.

## Centre de retraite de trois ans
Le centre de retraites est situé sur le flanc de la colline en contrebas de l'Institut bouddhiste de Nalanda. Il y a six chalets qui peuvent accueillir douze méditants pour des retraites de trois ans. Un petit temple fait également partie du centre.

## Être autonome

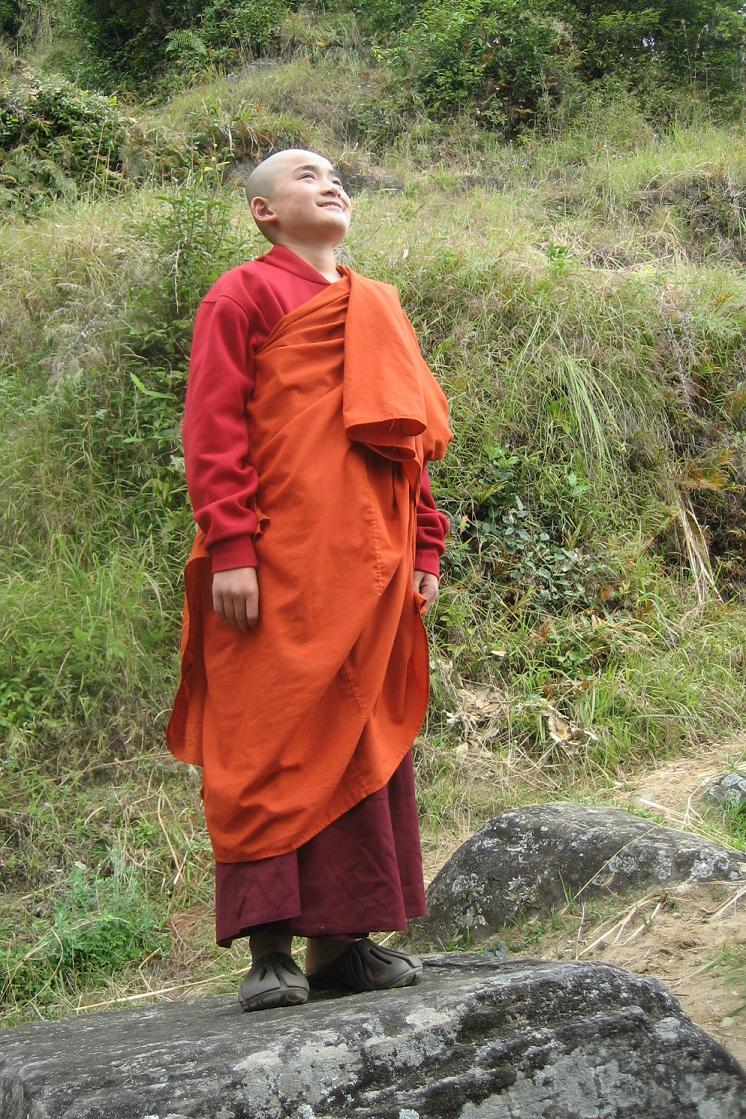
Gyelwang Tenpi Ningchey tulku, debout sur la pierre où il eut sa vision. Photo prise en octobre 2008.

Le monastère cherche des opportunités pour devenir plus autonome tout en préservant l'environnement et envisage: l'installation de chauffe-eau solaires, de fours solaires et autres équipements écoénergétiques ; d'une serre pour la culture de légumes ; de réservoirs adaptés pour une saine gestion et conservation de l'eau potable.

## Le Ganden Jesa Dor
Un jour, alors qu'il contemplait le paysage de Nalanda, Gyalwang Shakya Rinchen Rinpoché, assis sur une large pierre, eut une vision du royaume céleste Tushita (en) (sanskrit IAST: tuṣita). Il appela ses deux principaux disciples, Je Kuenga et Je Yuenten, et leur demanda de s'asseoir auprès de lui et d'admirer le ciel; bientôt, ils virent tushita à leur tour.
Depuis, la pierre sur laquelle ils étaient assis est considérée comme étant un lieu sacré du monastère. La pierre porte le nom spécial de Ganden Jesa Dor (qu'on peut traduire par : la pierre d'où on peut voir le paradis Tuṣita (Tushita).

## Moines supérieurs de l'institut
Liste des moines supérieurs depuis 1992 :  
| Date        | Moine supérieur (Vénérable) |
| ----------- | --------------------------- |
| 1992 - 1995 | Khenpo Sonam Tshewang       |
| 1995 - 2000 | Lopen Phurba                |
| 2000 - 2004 | Lopen Thinley               |
| 2004 - 2013 | Khenpo Sonam Tshewang       |
| 2013 – 2018 | Khenpo Dendup               |
| depuis 2019 | Khenpo Pema Tenzin          |

## Galerie

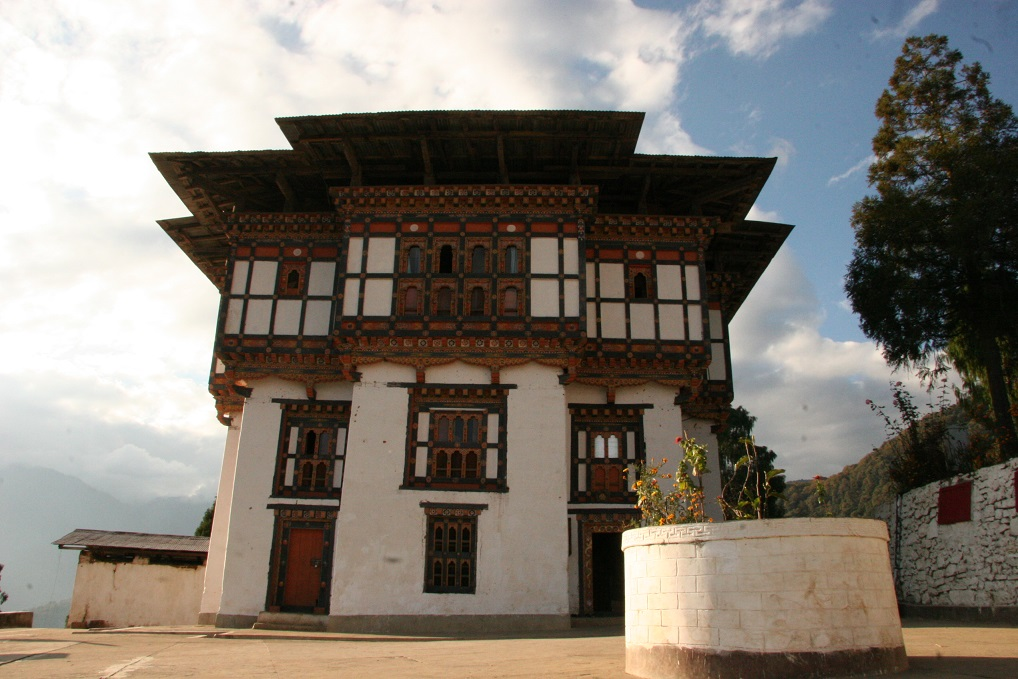
Temple Sonam Gatshel.
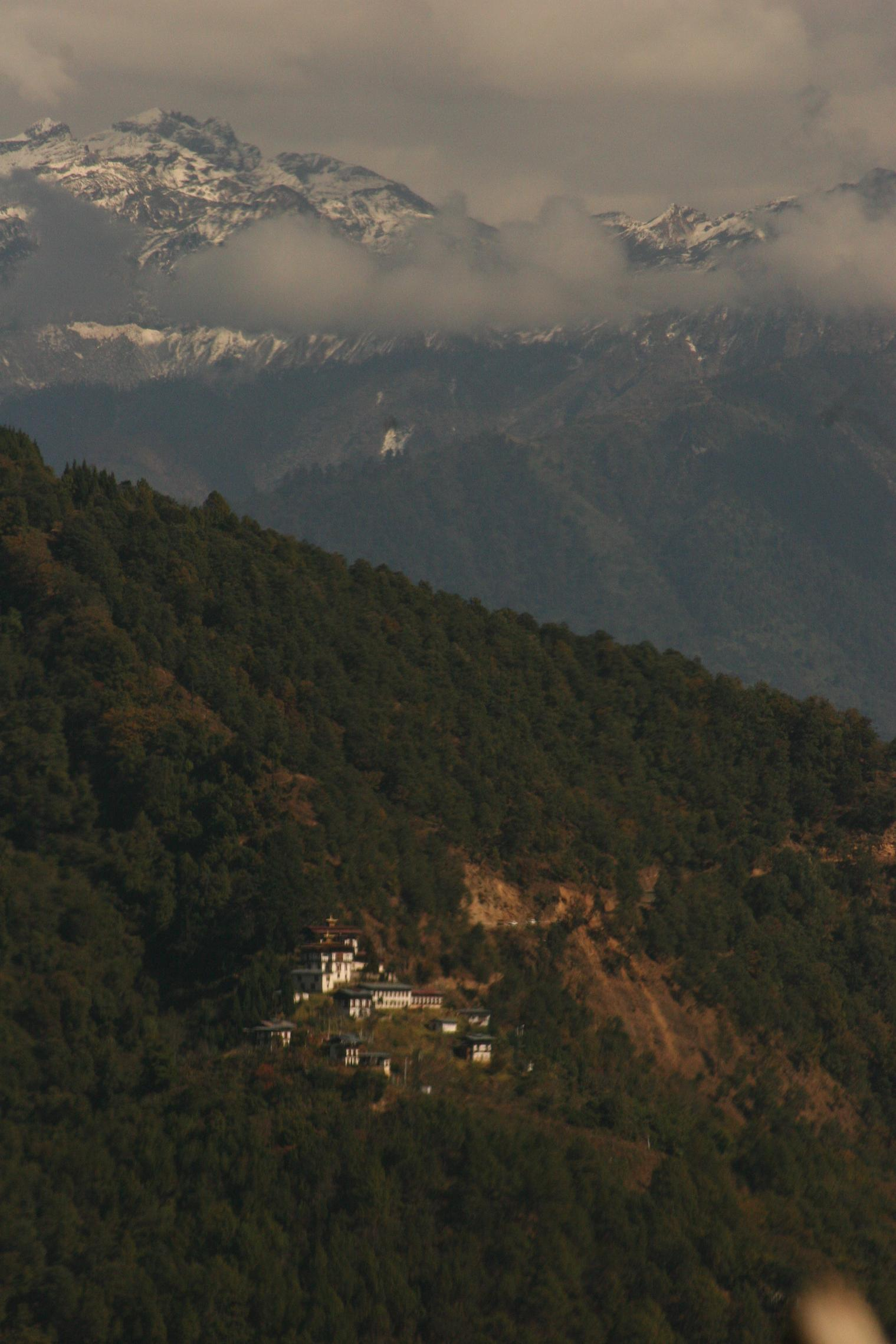
Vue aérienne du village de Nalanda.
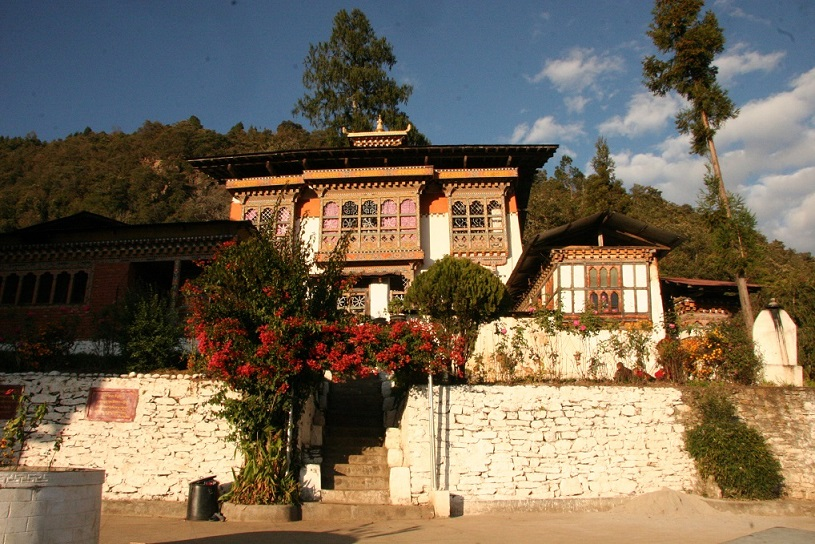
Un des temples de l'institut.